# Har Jona
Har Jona (hebrejsky: הר יונה) je hora o nadmořské výšce 573 metrů v Izraeli, v Dolní Galileji.
Leží přímo v prostoru města Nazaret Ilit, západně od města Ejn Mahil. Hora je pojmenována podle biblického proroka Jonáše (hebrejsky Jona), jehož rodištěm byl podle tradice Gat Chefer připomínaný v Starém zákonu, například v Knize Jozue 19,13 a identifikovaný jako současné město Mašhad.
Z vrcholu se nabízí kruhový výhled na aglomeraci Nazaretu a krajinu Dolní Galileji. Část území hory vyplňuje rostoucí průmyslová zóna. Plocha 50 dunamů (5 hektarů) je využívána jako přírodní rezervace s enklávami původní vegetace a květeny. Část svahů hory je zastavěna obytnými čtvrtěmi. V roce 2009 ohlásil starosta židovského města Nazaret Illit záměr výstavby nové čtvrti určené pro ultraortodoxní Židy, která má vyrůst při stávající čtvrti Har Jona a má mít kapacitu 3050 bytových jednotek. Har Jona leží na území, které bylo v roce 1967 odděleno od správních hranic arabských měst Ejn Mahil, Kafr Kanna a Mašhad, což představitelé těchto arabských obcí trvale kritizují.